# Gisela Saladich i Parés
Gisela Saladich i Parés (Barcelona, 1955) és una política catalana, que ha estat alcaldessa de Tossa de Mar entre 2011 i 2019. Va estudiar biologia a la Universitat de Barcelona. Ha estat consellera nacional del 1986 al 1999 de Convergència Democràtica de Catalunya i vicepresidenta al Consell Comarcal de la Selva entre el 1991 i el 1995. Fou regidora d'Ensenyament, Cultura, Governació i Urbanisme i Territori a l'Ajuntament de Tossa de Mar des del 1987 fins al 1999.
A partir del 2003, i a nivell local, va fundar el partit independent Tossa Unida, amb el qual el 2003 va entrar com a única regidora. El 2007, la formació obté 3 regidors, i el 2011, 4 regidors. Després de pactar amb el PSC-PM, al 2011 és nomenada alcaldessa de Tossa de Mar. El 2015 repeteix càrrec, ja amb majoria absoluta de 7 regidors. El 2011 va ser cofundadora d'Independents de la Selva, i el juliol del 2015 va ser escollida diputada provincial a la Diputació de Girona per aquesta formació.